# Kick Off Extra Time
Kick Off Extra Time est un add-on du fameux jeu de football publié en 1989 par Anco sur micro-ordinateurs Amiga et Atari ST et nécessitait de posséder la version originale de Kick Off.

## Système de jeu
Kick Off Extra Time ne fut pas à proprement parler une révolution mais plutôt une évolution bien sentie de chez Anco. Cet add-on fut l'occasion pour Dino Dini de rajouter des éléments accroissant encore la jouabilité de Kick Off.
De la sorte les joueurs eurent le plaisir de pouvoir enfin orienter les tirs du gardien (auparavant c'était un dégagement automatique et rectiligne), de choisir plusieurs nouvelles tactiques de jeu (4 au total), de tester de nouvelles surfaces de jeu aux caractéristiques différenciées (4 au total), de modifier le niveau du championnat et d'avoir en outre la satisfaction de bénéficier de gardiens un peu plus réactifs face aux attaques adverses.
Finalement, Kick Off Extra Time peut être perçu comme un gros patch afin de rehausser encore le niveau d'intérêt de Kick Off premier du nom.
À noter que ni l'Amstrad CPC, ni le ZX Spectrum n'eurent droit à cet add-on.

## Les jeux de la série
- Kick Off (1989)
- Kick Off Extra Time (1989)
- Franco Baresi World Cup Kick Off (1990)
- Player Manager (1990)
- Kick Off 2 World Cup 90 (1990)
- Kick Off 2 (1990)
- Kick Off 2 1MB (1990)
- Kick Off 2: Giants of Europe (disque de données supplémentaires) (1990)
- Kick Off 2: The Final Whistle (disque d'extension) (1991)
- Kick Off 2: Return To Europe (disque d'extension) (1991)
- Kick Off 2: Winning Tactics (disque de données supplémentaires) (1991)
- Kick Off 2: Super League (disque d'extension) (1991)
- Kick Off 2: Maths Disk (disque d'extension)  (1991)